# Egán Imre
Borostyánkői Egán Imre (Borostyánkő, 1881. február 13. – Budapest, 1944. augusztus 22.) ír származású magyar politikus, Békés és Jász-Nagykun-Szolnok vármegye kormánybiztos-főispánja.

## Élete
Egán Ede (1851–1901), a tisztázatlan körülmények között elhalálozott országos tejgazdasági felügyelő és Krieger Erzsébet (1858–1913) fia. Édesapja és nagybátyja 1890-ben kaptak magyar nemességet. Egán Kassán érettségizett, majd a Magyaróvári Gazdasági Akadémián oklevelet szerzett, majd a Kolozsvári Tudományegyetemen hallgatott jogot, ahol az állam- és jogtudományok doktora lett. Pályafutását 1904-ben Arad vármegye gazdasági egyesületének fogalmazó gyakornokaként kezdte, később ugyanitt segédtitkár volt. Az egyébként franciául és németül is jól beszélő Egán 1905-ben megbízást kapott, hogy a Nyugat-Magyarországi Földmívelők Gazdasági Egyesületét szervezze meg, majd 1906 és 1907 között e szervezet titkára volt Szombathelyen. 1908-ban a Földművelésügyi Minisztérium székelyföldi kirendeltségén gazdasági gyakornok volt, majd folyamatosan lépett előre a ranglétrán, míg végül 1919-ben miniszteri titkárrá léptették elő. Az első világháború alatt is a minisztériumban dolgozott közélelmezési kormánybiztos-helyettesként. 1920 májusában Jász-Nagykun-Szolnok vármegye kormánybiztos-főispánjává nevezték ki, de már július elején fel is mentették. Ugyanez évben Horthy Miklós kormányzó Békés vármegye főispánságával bízta meg, új vármegyéjében nagy reményekkel várták. A megcsonkított Arad vármegye főispáni tisztét is Egánnak szánta Ferdinandy Gyula belügyminiszter, de ezt Horthy nem hagyta jóvá. Új hivatalába megérkezve azonnal nehézségekkel szembesült, hiszen a katonai cenzúra lehallgatta a telefonbeszélgetéseket, a táviratokat, valamint a magán- és hivatalos levelezést pedig ellenőrizték, megnehezítve és jelentősen lelassítva az ügyintézés menetét. Ekkor Egán levélben fordult Teleki Pál miniszterelnökhöz, orvosolandó a problémát. Ezen kívül az új főispán hírnevének és népszerűségének komoly csökkenése is bekövetkezett a helyi sajtó ellenséges fogadtatása miatt is. Egán úgy találta, hogy rendszeresen és egyre jobban elferdített cikkek jelentek meg róla, és megjegyezte, hogy ebben az ügyben még a békéscsabai rendőrkapitányságra sem számíthat. E hangulat enyhült Schriffert József indítványa okán indított szavazás, melynek során a törvényhatósági bizottság és a tisztikar is bizalmat szavazott Egánnak. 1920 végétől a Védelmi Liga Szövetsége Gyulai Osztálya elnökévé is megválasztották. Alig hét hónappal később viszont  Gyulára érkezett egy belügyminiszteri leirat, mely Egánt felmentette főispáni hivatalából április 27-ei hatállyal. Egán sajnálatát fejezte ki kényszerű távozása miatt, hazatért Vas vármegyei birtokaira. Legközelebb 1934-ben került az érdeklődés középpontjába, amikor Horváth Kálmán vasi alispán törvénysértés és elfogultság vádjával feljelentette. A törvényszék bűnösnek mondta ki Egánt, 200 pengő pénzbüntetéssel sújtották, amit három évnyi próbaidőre felfüggesztettek.